# Eubacterium desmolans
Eubacterium desmolans è una specie di batterio appartenente alla famiglia delle Eubacteriaceae.